# Flagy (Saona i Loira)
Flagy és un municipi francès, situat al departament de Saona i Loira i a la regió de Borgonya - Franc Comtat. L'any 2007 tenia 170 habitants.

## Demografia

### Població
El 2007 la població de fet de Flagy era de 170 persones. Hi havia 63 famílies, de les quals 11 eren unipersonals (7 homes vivint sols i 4 dones vivint soles), 26 parelles sense fills i 26 parelles amb fills.
La població ha evolucionat segons el següent gràfic:
Habitants censats

### Habitatges
El 2007 hi havia 104 habitatges, 66 eren l'habitatge principal de la família, 36 eren segones residències i 2 estaven desocupats. 102 eren cases i 2 eren apartaments. Dels 66 habitatges principals, 54 estaven ocupats pels seus propietaris, 11 estaven llogats i ocupats pels llogaters i 1 estava cedit a títol gratuït; 5 tenien dues cambres, 7 en tenien tres, 10 en tenien quatre i 44 en tenien cinc o més. 60 habitatges disposaven pel capbaix d'una plaça de pàrquing. A 27 habitatges hi havia un automòbil i a 33 n'hi havia dos o més.

### Piràmide de població
La piràmide de població per edats i sexe el 2009 era:
| Homes | Edats   | Dones |
| ----- | ------- | ----- |
| 0     | 95 o +  | 0     |
| 0     | 90 a 94 | 0     |
| 0     | 85 a 89 | 0     |
| 0     | 80 a 84 | 0     |
| 4     | 75 a 79 | 4     |
| 8     | 70 a 74 | 16    |
| 0     | 65 a 69 | 0     |
| 4     | 60 a 64 | 0     |
| 4     | 55 a 59 | 4     |
| 4     | 50 a 54 | 0     |
| 4     | 45 a 49 | 4     |
| 8     | 40 a 44 | 8     |
| 4     | 35 a 39 | 4     |
| 4     | 30 a 34 | 4     |
| 0     | 25 a 29 | 0     |
| 8     | 20 a 24 | 0     |
| 20    | 15 a 19 | 0     |
| 4     | 10 a 14 | 8     |
| 0     | 5 a 9   | 12    |
| 0     | 0 a 4   | 0     |

## Economia
El 2007 la població en edat de treballar era de 104 persones, 80 eren actives i 24 eren inactives. De les 80 persones actives 73 estaven ocupades (42 homes i 31 dones) i 8 estaven aturades (3 homes i 5 dones). De les 24 persones inactives 13 estaven jubilades, 7 estaven estudiant i 4 estaven classificades com a «altres inactius».

### Ingressos
El 2009 a Flagy hi havia 71 unitats fiscals que integraven 189 persones, la mediana anual d'ingressos fiscals per persona era de 18.720 €.

### Activitats econòmiques
Dels 6 establiments que hi havia el 2007, 2 eren d'empreses de construcció, 3 d'empreses de serveis i 1 d'una entitat de l'administració pública.
Dels 2 establiments de servei als particulars que hi havia el 2009, 1 era una lampisteria i 1 electricista.
L'any 2000 a Flagy hi havia 9 explotacions agrícoles que ocupaven un total de 845 hectàrees.

## Poblacions més properes
El següent diagrama mostra les poblacions més properes.